# Mark Olssen (statsvetare)
Mark Olssen är en nyzeeländsk statsvetare som innehar en professur vid University of Surrey. Han studerade i Dunedin, Nya Zeeland, och flyttade till England 2001.